# Eugen Neureuther

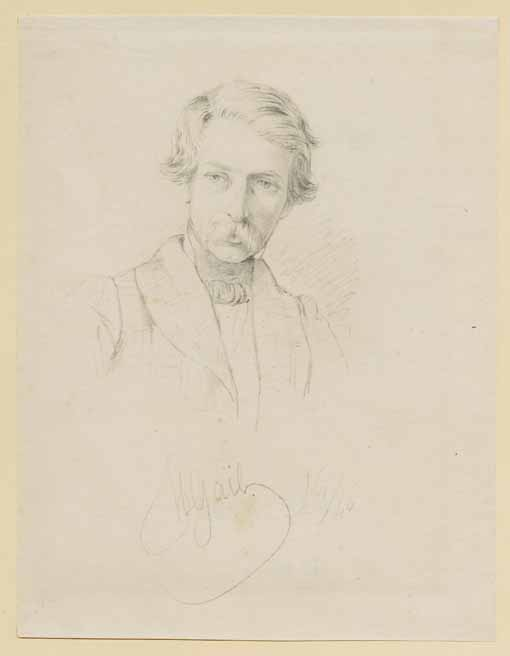
Eugen Napoleon Neureuther, porträtt tecknat av Wilhelm Gail omkring 1850.

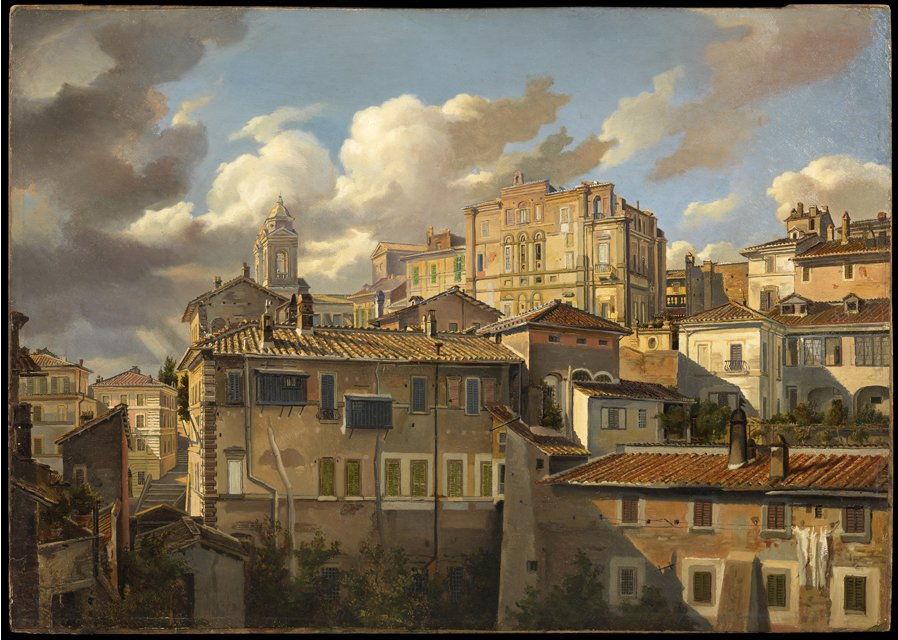
Utsikt mot Pincio och Palazzo Zuccari, Rom (cirka 1836–1837), Nationalmuseum.

Eugen Napoleon Neureuther, född 13 januari 1806 i München, död 23 mars 1882 i München, var en tysk konstnär.
Neureuther var lärjunge och en tid medhjälpare till Peter von Cornelius i München, verkade flera år som konstnärlig ledare vid Porzellanmanufaktur Nymphenburg men fick sin berömmelse främst som tecknare och illustratör till tyska diktverk, Goethes Balladen und Romanzen (1829-40), Götz von Berlichingen, Johann Gottfried Herders Cid med flera. Särskilt randteckningarna visar både fantasi och elegans. Ett Neureuther-Album, med Goethes brev till Neureuther, utgavs 1918.
Neureuther är representerad vid Nationalmuseum.